# Silvestre Igoa
Silvestre Igoa Garciandia (San Sebastián, 5 de setembro de 1920 - 31 de maio de 1969) foi um futebolista espanhol.

## Carreira
Silvestre Igoa fez parte do elenco da Seleção Espanhola de Futebol da Copa do Mundo de 1950. Ele fez dois gols, inclusive um de honra na derrota para o Brasil por 6-1, no Estádio do Maracanã.